# Gran Premio de Valonia 2022
La 62.ª edición de la clásica ciclista Gran Premio de Valonia fue una carrera en Bélgica que se celebró el 14 de septiembre de 2022 sobre un recorrido de 199,69 kilómetros con inicio en la ciudad de Blegny y final en la cuidadela de la ciudad de Namur.
La carrera formó parte del UCI ProSeries 2022, dentro de la categoría 1.Pro, y fue ganada por el neerlandés Mathieu van der Poel del Alpecin-Deceuninck. Completaron el podio, como segundo y tercer clasificado respectivamente, el eritreo Biniam Girmay del Intermarché-Wanty-Gobert Matériaux y el español Gonzalo Serrano del Movistar.

## Equipos participantes
Tomaron parte en la carrera 20 equipos: 8 de categoría UCI WorldTeam, 7 de categoría UCI ProTeam y 5 de categoría Continental. Formaron así un pelotón de 137 ciclistas de los que acabaron 133. Los equipos participantes fueron:
| WorldTeams (8)- Cofidis - AG2R Citroën Team - EF Education-EasyPost - Intermarché-Wanty-Gobert Matériaux - Israel-Premier Tech - Lotto-Soudal - Movistar Team - BikeExchange-Jayco ProTeams (7)- Alpecin-Deceuninck - B&B Hotels-KTM - Bingoal Pauwels Sauces WB - Sport Vlaanderen-Baloise - Arkéa-Samsic - TotalEnergies - Uno-X Pro Cycling Team Equipos continentales (5)- Go Sport-Roubaix Lille Métropole - Hagens Berman Axeon - Minerva Cycling Team - Saris Rouvy Sauerland Team - Tarteletto-Isorex |
| |

## Clasificación final
- La clasificación finalizó de la siguiente forma:[4]

| \| Clasificación general \| Clasificación general \| Clasificación general \| Clasificación general \| Clasificación general \| \| Ciclista \| Ciclista \| Equipo \| Tiempo \| \| \| --------------------- \| ------------------------- \| ---------------------------------- \| --------------------- \| --------------------- \| \| 1.º \| Mathieu van der Poel \| Alpecin-Deceuninck \| 4 h 55 min 26 s \| \| \| 2.º \| Biniam Girmay \| Intermarché-Wanty-Gobert Matériaux \| + 0 s \| \| \| 3.º \| Gonzalo Serrano Rodríguez \| Movistar Team \| + 0 s \| \| \| 4.º \| Dylan Teuns \| Israel-Premier Tech \| + 1 s \| \| \| 5.º \| Corbin Strong \| Israel-Premier Tech \| + 1 s \| \| \| 6.º \| Jasper Philipsen \| Alpecin-Deceuninck \| + 1 s \| \| \| 7.º \| Marijn van den Berg \| EF Education-EasyPost \| + 1 s \| \| \| 8.º \| Axel Zingle \| Cofidis \| + 1 s \| \| \| 9.º \| Jasper De Buyst \| Lotto-Soudal \| + 1 s \| \| \| 10.º \| Warren Barguil \| Arkéa-Samsic \| + 1 s \| \| |                           |                                    |                 |
| |                           |                                    |                 |
| Fuente: ProCyclingStats |                           |                                    |                 |
| Clasificación general |                           |                                    |                 |
| Ciclista | Ciclista                  | Equipo                             | Tiempo          |
| 1.º | Mathieu van der Poel      | Alpecin-Deceuninck                 | 4 h 55 min 26 s |
| 2.º | Biniam Girmay             | Intermarché-Wanty-Gobert Matériaux | + 0 s           |
| 3.º | Gonzalo Serrano Rodríguez | Movistar Team                      | + 0 s           |
| 4.º | Dylan Teuns               | Israel-Premier Tech                | + 1 s           |
| 5.º | Corbin Strong             | Israel-Premier Tech                | + 1 s           |
| 6.º | Jasper Philipsen          | Alpecin-Deceuninck                 | + 1 s           |
| 7.º | Marijn van den Berg       | EF Education-EasyPost              | + 1 s           |
| 8.º | Axel Zingle               | Cofidis                            | + 1 s           |
| 9.º | Jasper De Buyst           | Lotto-Soudal                       | + 1 s           |
| 10.º | Warren Barguil            | Arkéa-Samsic                       | + 1 s           |

## UCI World Ranking
El Gran Premio de Valonia otorgó puntos para el UCI World Ranking para corredores de los equipos en las categorías UCI WorldTeam, UCI ProTeam y Continental. Las siguientes tablas muestran el baremo de puntuación y los 10 corredores que obtuvieron más puntos:
| Posición              | 1.º | 2.º | 3.º | 4.º | 5.º | 6.º | 7.º | 8.º | 9.º | 10.º | 11.º | 12.º | 13.º | 14.º | 15.º | 16.º-30.º | 31.º-40.º |
| Clasificación general | 200 | 150 | 125 | 100 | 85  | 70  | 60  | 50  | 40  | 35   | 30   | 25   | 20   | 15   | 10   | 5         | 3         |

| Clasificación |                      |                                    |         |
| Posición      | Ciclista             | Equipo                             | General |
| ------------- | -------------------- | ---------------------------------- | ------- |
| 1.º           | Mathieu van der Poel | Alpecin-Deceuninck                 | 200     |
| 2.º           | Biniam Girmay        | Intermarché-Wanty-Gobert Matériaux | 150     |
| 3.º           | Gonzalo Serrano      | Movistar                           | 125     |
| 4.º           | Dylan Teuns          | Israel-Premier Tech                | 100     |
| 5.º           | Corbin Strong        | Israel-Premier Tech                | 85      |
| 6.º           | Jasper Philipsen     | Alpecin-Deceuninck                 | 70      |
| 7.º           | Marijn van den Berg  | EF Education-EasyPost              | 60      |
| 8.º           | Axel Zingle          | Cofidis                            | 50      |
| 9.º           | Jasper De Buyst      | Lotto Soudal                       | 40      |
| 10.º          | Warren Barguil       | Arkéa Samsic                       | 35      |